# Плужники
Плу́жники — село в Україні, у Яготинській міській громаді Бориспільського району Київської області. Населення становить 111 осіб.

## Історія
- Село засноване у 1723 році.

Могила Гордієнка Д. П., українського радянського письменника, село Плужники, цвинтар

- В списку наявних у Малоросійській губернії селищ, 1799–1801 років - селище Плужники Золотоноського повіту, проживало 24 податкові душі.

- Селище було приписане до Михайлівської церкви у Капустинцях[2]

- Селище є на мапі 1812 року.[3]

1859 - Плужники (Ташанка) - 4 двори, 25 жителів.
1910 - хутір Капустинської волості Пирятинського повіту Полтавської губернії, 68 дворів, 396 мешканців. 
- Село постраждало від колективізації та Голодомору — геноциду радянського уряду проти української нації.

- На початку 1930-х років входило до складу Шрамківського району Харківської області.
- Загальна кількість померлих від Голодомору, за спогадами очевидців — 92 осіб, але насправді вона значно більша. Точно ж встановити її за відсутністю документів того часу і все меншим числом живих очевидців трагедії неможливо. За спогадами очевидців, жертв голодної смерті хоронили на сільських кладовищах[4].

## Уродженці
- Гордієнко Дмитро Прокопович — український письменник, жертва сталінського терору.